# Kernkraftwerk Point Beach
Das Kernkraftwerk Point Beach (englisch Point Beach Nuclear Generating Station, Abkürzung PBNP für Point Beach Nuclear Plant) liegt in der Nähe von Two Rivers, 30 Meilen südöstlich von Green Bay und 18 Meilen nördlich von Manitowoc am Lake Michigan. Ungefähr sieben Kilometer nördlich liegt das Kernkraftwerk Kewaunee.

## Reaktoren
Bei den Reaktoren handelt es sich um zwei Druckwasserreaktoren von Westinghouse mit je zwei Kreisläufen. Beide Reaktoren haben eine elektrische Nettoleistung von 591 MW und eine Bruttoleistung von 640 MW.
Im Kraftwerk arbeiten Stand 2022 400 Vollzeit-Mitarbeiter.

## Geschichte
Der Baubeginn für den ersten Block war am 19. Juli 1967, der für den zweiten Block am 25. Juli 1968. Am 6. November 1970 wurde der erste Reaktor erstmals mit dem Stromnetz synchronisiert und ging am 21. Dezember 1970 in den kommerziellen Leistungsbetrieb. Der zweite Block wurde am 2. August 1972 erstmals mit dem Stromnetz synchronisiert und ging am 1. Oktober 1972 in den kommerziellen Betrieb.
Die Nuclear Regulatory Commission verlängerte den Betrieb des Kraftwerks um zusätzliche 20 Jahre. Die Lizenz des ersten Blocks gilt bis 4. Oktober 2030, die des zweiten Blocks bis 7. März 2033. Eine Umweltverträglichkeitsprüfung kam zu dem Schluss, dass es keine Auswirkungen auf die Umwelt gäbe, die gegen eine Erneuerung der Lizenzen sprächen. Nach sorgfältiger Überprüfung der Anlage, der Sicherheit der Systeme und der technischen Daten der Mitarbeiter wurde festgestellt, dass es keine Sicherheitsbedenken gibt, die gegen eine Lizenzerneuerung sprechen, denn der Betreiber hatte bereits gezeigt, dass er fähig ist, die Auswirkungen der Alterung auf das Kraftwerk zu bewältigen. Es wurden die Reaktordruckbehälter-Deckel und die Dampferzeuger ersetzt.
Vom 19. bis 21. Juni 2007 war das Kraftwerk heruntergefahren, da Ausbildungsübungen für den Fall einer möglichen Kraftwerksbedrohung stattfanden.
FPL Energy kaufte im Oktober 2007 das Kraftwerk für etwa 998 Millionen Dollar. Der Kaufpreis betrug etwa 783 Millionen Dollar für das Kraftwerk selbst und etwa 215 Millionen Dollar für Kernbrennstoff, Inventar und andere Gegenstände. FPL Energy trägt somit auch die Verantwortung für die wahrscheinlich 360 Millionen Dollar teure Stilllegung der Anlage. FPL nutzt die Erfahrungen aus dem Kernkraftwerk Duane Arnold.

## Zwischenfälle
Am 4. Mai 2004 musste der erste Block wegen unerwarteter Reparaturen heruntergefahren werden. Eine Düse im Reaktordruckbehälter-Kopf musste für bis zu 2,5 Millionen US-Dollar repariert werden. Der Reaktordruckbehälter-Kopf ist ein 150 mm dicker Stahldeckel, der den Kernreaktor abdeckt.
Am 15. Januar 2007 kam es zu Problemen an einem Transformator von Block 1. Diese elektrischen Probleme wurden als außergewöhnliches Ereignis bei der NRC auf der niedrigsten Bewertungsstufe eingestuft. Die elektrischen Probleme hatten keinen Einfluss auf das Kraftwerk. Beide Blöcke blieben während des Vorfalls bei voller Leistung in Betrieb. Die Notstromdiesel sprangen an. Der erste Block wurde sicher heruntergefahren. Die Anlage war während des Ereignisses in einem stabilen Zustand. Es gab keine Gefahr für die öffentliche Sicherheit.
Am 8. April 2008 kam es zu einem kleineren Zwischenfall im Kernkraftwerk. Hunderte von Mitarbeitern wurden daraufhin evakuiert.

## Daten der Reaktorblöcke
Das Kernkraftwerk Point Beach hat insgesamt zwei Blöcke:
| Reaktorblock  | Reaktortyp         | Netto- leistung | Brutto- leistung | Baubeginn  | Netzsyn- chronisation | Kommer- zieller Betrieb | Abschal- tung  |
| ------------- | ------------------ | --------------- | ---------------- | ---------- | --------------------- | ----------------------- | -------------- |
| Point Beach-1 | Druckwasserreaktor | 512 MW          | 543 MW           | 19.07.1967 | 06.11.1970            | 21.12.1970              | (2030 geplant) |
| Point Beach-2 | Druckwasserreaktor | 514 MW          | 545 MW           | 25.07.1968 | 02.08.1972            | 01.10.1972              | (2033 geplant) |